# (29462) 1997 SG34
1997 أس جي 34 (ويعرف أيضًا باسم (29462) 1997 أس جي 34 وفق تسمية الكوكب الصغير) (بالإنجليزية: 1997 SG34)‏ هو كويكب ضمن حزام الكويكبات؛ وترتيبه 29462 من حيث الاكتشاف.
اكتُشف هذا الجُرم الفلكي بواسطة OCA–DLR Asteroid Survey ‏ في 29 سبتمبر 1997.

## وصلات خارجية
- (29462) 1997 SG34 في قاعدة بيانات مختبر الدفع النفاث لأجرام النظام الشمسي الصغيرة

- الاكتشاف · مخطط المدار ·  العناصر المدارية · المعلمات المادية

- (29462) 1997 SG34 على موقع ويكي سكاي: DSS2, SDSS, GALEX, IRAS, Hydrogen α, X-Ray, Astrophoto, Sky Map, Articles and images